# Arracourt
Arracourt és un municipi francès situat al departament de Meurthe i Mosel·la i a la regió del Gran Est. L'any 2007 tenia 241 habitants.

## Demografia

### Població
El 2007 la població de fet d'Arracourt era de 241 persones. Hi havia 96 famílies, de les quals 32 eren unipersonals (8 homes vivint sols i 24 dones vivint soles), 28 parelles sense fills, 32 parelles amb fills i 4 famílies monoparentals amb fills.
La població ha evolucionat segons el següent gràfic:
Habitants censats

### Habitatges
El 2007 hi havia 116 habitatges, 109 eren l'habitatge principal de la família, 2 eren segones residències i 5 estaven desocupats. 105 eren cases i 11 eren apartaments. Dels 109 habitatges principals, 87 estaven ocupats pels seus propietaris, 13 estaven llogats i ocupats pels llogaters i 9 estaven cedits a títol gratuït; 9 tenien tres cambres, 19 en tenien quatre i 81 en tenien cinc o més. 89 habitatges disposaven pel capbaix d'una plaça de pàrquing. A 51 habitatges hi havia un automòbil i a 39 n'hi havia dos o més.

### Piràmide de població
La piràmide de població per edats i sexe el 2009 era:
| Homes | Edats   | Dones |
| ----- | ------- | ----- |
| 0     | 95 o +  | 0     |
| 4     | 90 a 94 | 4     |
| 4     | 85 a 89 | 4     |
| 4     | 80 a 84 | 0     |
| 8     | 75 a 79 | 12    |
| 4     | 70 a 74 | 0     |
| 8     | 65 a 69 | 16    |
| 4     | 60 a 64 | 8     |
| 0     | 55 a 59 | 0     |
| 12    | 50 a 54 | 12    |
| 8     | 45 a 49 | 12    |
| 0     | 40 a 44 | 0     |
| 16    | 35 a 39 | 8     |
| 0     | 30 a 34 | 4     |
| 8     | 25 a 29 | 4     |
| 12    | 20 a 24 | 8     |
| 4     | 15 a 19 | 4     |
| 4     | 10 a 14 | 0     |
| 0     | 5 a 9   | 8     |
| 4     | 0 a 4   | 8     |

## Economia
El 2007 la població en edat de treballar era de 146 persones, 106 eren actives i 40 eren inactives. De les 106 persones actives 96 estaven ocupades (46 homes i 50 dones) i 10 estaven aturades (5 homes i 5 dones). De les 40 persones inactives 20 estaven jubilades, 11 estaven estudiant i 9 estaven classificades com a «altres inactius».

### Ingressos
El 2009 a Arracourt hi havia 105 unitats fiscals que integraven 253 persones, la mediana anual d'ingressos fiscals per persona era de 17.962 €.

### Activitats econòmiques
Dels 4 establiments que hi havia el 2007, 1 era d'una empresa alimentària, 2 d'empreses de comerç i reparació d'automòbils i 1 d'una empresa d'hostatgeria i restauració.
Dels 2 establiments de servei als particulars que hi havia el 2009, 1 era una gendarmeria i 1 taller de reparació d'automòbils i de material agrícola.
L'únic establiment comercial que hi havia el 2009 era una fleca.
L'any 2000 a Arracourt hi havia 11 explotacions agrícoles.

## Equipaments sanitaris i escolars
El 2009 hi havia una escola elemental.

## Poblacions més properes
El següent diagrama mostra les poblacions més properes.